# Вы все меня бесите
«Вы все меня́ бе́сите!» — российский телесериал 2016 года режиссёров Олега Фомина и Михаила Савина. Слоган телесериала: «Комедийный сериал с характером».
Показ телесериала состоялся на телеканале «СТС» с 9 января по 2 февраля 2017 года.

## Сюжет
Соня Багрецова — ресторанный обозреватель в известном журнале NOWADAYS города Екатеринбурга. Она — мизантроп, и ей не знакома ни крепкая дружба, ни настоящая любовь. После того, как Соня побывала на открытии ресторана и угостилась алкогольным напитком, её личная жизнь меняется кардинальным образом: у журналистки появляются любовник и двое друзей.

## Персонажи
| Актёр               | Роль |
| ------------------- | --- |
| Светлана Ходченкова | Соня (Софья Андреевна) Багрецова журналистка отдела городской жизни в журнале NOWADAYS, влюблена в Кирилла |

### Друзья Сони
| Актёр             | Роль |
| ----------------- | --- |
| Юлия Топольницкая | Неля (Нинель) Суслова единственная подруга Сони, мастер ногтевого сервиса                                                                         |
| Александр Паль    | Вова (Владимир) (первая—пятнадцатая серии) 27 лет, сосед и друг Сони, влюблён в Нелю, таксист, в 15-й серии уезжает жить и работать в Москву      |
| Александр Петров  | Марк Григорьевич Калинин (шестнадцатая—двадцатая серии) новый сосед Сони, влюблён в Нелю, замкнутый гений, в двадцатой серии ушёл служить в армию |

### Возлюбленные Сони
| Актёр              | Роль |
| ------------------ | --- |
| Пётр Фёдоров       | Кирилл Витальевич редактор городского журнала NOWADAYS, влюблён в Соню, в девятнадцатой серии сделал ей предложение руки и сердца |
| Юрий Колокольников | Артём (седьмая серия) бывший парень Сони, менеджер по продажам в торговой сети                                                    |
| Юрий Чурсин        | Александр (шестнадцатая серия) менеджер выставки-продажи мехов, влюблён в Валерию, заказчик и «мужская копия» Сони                |
| Игорь Петренко     | Никита (двадцатая серия) несостоявшийся жених Сони                                                                                |

### Родные и близкие Сони
| Актёр              | Роль                                                                  |
| ------------------ | --------------------------------------------------------------------- |
| Николай Фоменко    | Борис Дмитриевич психиатр психоневрологического диспансера, врач Сони |
| Елена Дробышева    | мать Сони (восьмая, двадцатая серии)                                  |
| Игорь Золотовицкий | Андрей Петрович (десятая, одиннадцатая серии) отец Сони               |
| Юлия Сулес         | Люба (восьмая серия) крёстная Сони, невеста Леонида, мать Валеры      |
| Ян Цапник          | Леонид (восьмая серия) жених крёстной Сони                            |
| Михаил Тарабукин   | Валера (восьмая серия) сын Любы, влюблён в Соню                       |
| Полина Виторган    | Оля (пятая серия) 20 лет, племянница Сони                             |

### Соперники и враги Сони
| Актёр             | Роль |
| ----------------- | --- |
| Роман Маякин      | Игорь (шестая серия) PR-менеджер городского журнала NOWADAYS, приятель Кирилла                                        |
| Ольга Медынич     | Алёна (седьмая серия) бывшая лучшая подруга Сони, домохозяйка, жена Артёма                                            |
| Виктория Исакова  | Диана (тринадцатая, четырнадцатая серии) новый главный редактор городского журнала NOWADAYS                           |
| Анна Шепелева     | Валерия Михайловна (шестнадцатая серия) менеджер выставки-продажи мехов, влюблена в Александра, заигрывает с Кириллом |
| Екатерина Климова | Кристина (восемнадцатая серия) адвокат по гражданским делам                                                           |

### Коллеги Сони
| Актёр               | Роль                      |
| ------------------- | ------------------------- |
| Надежда Лумпова     | Елена помощница Кирилла   |
| Александра Авдонина | сотрудница редакции       |
| Сандра Элиава       | сотрудница редакции       |
| Дарья Савельева     | сотрудница редакции       |
| Лидия Маслова       | Лидия сотрудница редакции |

### Другие
| Актёр                    | Роль                                                                                         |
| ------------------------ | -------------------------------------------------------------------------------------------- |
| Евгений Сытый            | Антон Викторович Тименко (третья, четвёртая, шестая серии) главный редактор журнала NOWADAYS |
| Владимир Сычёв           | Семён Викторович (пятая серия) директор салона красоты, начальник Нели                       |
| Александр Соколовский    | Тимур (девятая серия) графический дизайнер в редакции журнала NOWADAYS                       |
| Евгений Цыганов          | Геннадий Че́рнышев (одиннадцатая серия) автор бульварных романов, кумир Нели                  |
| Виталий Ерыгин           | официант (четвёртая серия)                                                                   |
| Кирилл Каганович         | Костя (вторая, десятая серии) бывший парень Нели                                             |
| Мадлен Джабраилова       | Вера (четвёртая серия) бывшая жена Антона Викторовича                                        |
| Филипп Горенштейн        | Фёдор (четвёртая серия) племянник Антона Викторовича и Веры, практикант Кирилла              |
| Кирилл Мелехов           | Денис (четвёртая, пятая, тринадцатая серии) фитнес-тренер Антона Викторовича и Сони          |
| Максим Костромыкин       | Алексей (четвёртая, пятая серии) друг Вовы, автомеханик                                      |
| Пётр Скворцов            | патрульный (пятая серия)                                                                     |
| Нелли Селезнёва-Неведина | Людмила Аркадьевна (шестнадцатая серия) мама Нели                                            |
| Марина Барсукова         | Таня Галкина (седьмая серия) одноклассница Сони из профкома                                  |
| Анна Котова              | Галя (седьмая серия) подруга Нели, жена Арсения                                              |
| Павел Майков             | Арсений (седьмая серия) муж Гали, менеджер среднего звена                                    |
| Ингрид Олеринская        | Карина (восьмая серия) менеджер по продажам, конкурент Нели                                  |
| Алексей Юдников          | Александр Геннадьевич (восьмая серия) бизнес-тренер                                          |
| Александра Ревенко       | Лариса (десятая серия) новая девушка Кости                                                   |
| Филипп Ершов             | врач скорой помощи (четырнадцатая серия)                                                     |
| Людмила Полякова         | врач инфекционной больницы (четырнадцатая серия)                                             |
| Ирина Вилкова            | Марина (пятнадцатая серия) менеджер по продажам, коллега Нели                                |
| Алина Гвасалия           | Александра (семнадцатая серия) социолог, младшая сестра Кирилла                              |
| Александра Бортич        | Света (восемнадцатая серия) девушка в кафе, заинтересовавшаяся Марком                        |
| Евгений Мундум           | участковый (двадцатая серия)                                                                 |

## Эпизоды
| Сезон | Сезон | Серии           | Период трансляции              |
| ----- | ----- | --------------- | ------------------------------ |
|       | 1     | 1—20 (20 серий) | 9 января 2017 — 2 февраля 2017 |

| № серии | Премьера   | Описание серии |
| ------- | ---------- | --- |
| 1       | 09.01.2017 | Журналистка Соня Багрецова и в работе, и в жизни не отличается дружелюбием и общительностью. Соня идёт на открытие нового ресторана. В результате, выпитый бокал вина переворачивает всю её жизнь. |
| 2       | 09.01.2017 | Соня пытается избавиться от новоприобретённых друзей, но Неле требуется поддержка после расставания с парнем, а Кирилл наотрез отказывается верить, что он Соне не нравится.                       |
| 3       | 10.01.2017 | Соня вынуждена выйти на работу в офис, где никто, кроме Кирилла, не рад её видеть. Вова увлекается искусством фотографии, но Неля не хочет быть его «музой».                                       |
| 4       | 11.01.2017 | Вова притворяется, будто Неля не интересна ему, как женщина, чтобы не отпугнуть её от себя. Кирилл пытается научить Соню быть милой с коллегам.                                                    |
| 5       | 12.01.2017 | Соня, поспорив с Кириллом, организует девичник для своей племянницы. Неля устроилась на новую работу, но поведение начальника кажется ей очень подозрительным.                                     |
| 6       | 16.01.2017 | Соня пытается вывести на чистую воду лицемерного приятеля Кирилла. Неля планирует провести день рождения с друзьями, но у её властной мамы свои планы.                                             |
| 7       | 16.01.2017 | Соня идёт на встречу выпускников, чтобы встретиться там с неприятным прошлым. Вова заставляет Нелю перестать жаловаться на жизнь и начать действовать.                                             |
| 8       | 17.01.2017 | Соня едет на свадьбу своей крёстной, но совсем не для того чтобы праздновать. Неля отправляется на бизнес-тренинг, где от неё требуют невозможного.                                                |
| 9       | 17.01.2017 | Соня не может выбросить из головы мысли о Кирилле и пытается выбить клин клином. Неля учится быть жёсткой, чтобы пройти непростое собеседование.                                                   |
| 10      | 18.01.2017 | К Соне возвращается её блудный отец, но ему оказывается проще найти общий язык с Кириллом, чем с дочерью. Неля снова начинает общаться со своим бывшим парнем. Вова считает, что это плохая идея.  |
| 11      | 18.01.2017 | Соня сталкивается с попытками отца наладить её личную жизнь. Неля, к неудовольствию Вовы, увлекается автором женских романов.                                                                      |
| 12      | 19.01.2017 | Соня пытается отпугнуть от себя надоедливых друзей нестандартным способом. Друзья, в результате, решают, что у Сони проблемы с алкоголем.                                                          |
| 13      | 23.01.2017 | Новый главный редактор хочет уволить Соню, но Кирилл бросается ради неё на амбразуру. Неля примеряет на себя непривычный образ, чтобы понравиться своему фитнес-тренеру.                           |
| 14      | 24.01.2017 | Соню назначают начальником отдела вместо Кирилла. Гороскоп пообещал Неле, что завтра до обеда она найдёт свою любовь.                                                                              |
| 15      | 25.01.2017 | Соня и Кирилл подхватывают грипп. Оказывается, ничто так не сближает мужчину и женщину, как вирусное заболевание. Неля едет в командировку, где ей предстоит непростое испытание.                  |
| 16      | 26.01.2017 | Соня и Кирилл пытаются доказать друг другу, что оба легко могут построить отношения на стороне. Неля возвращается из командировки, а дома её ждёт незнакомец.                                      |
| 17      | 30.01.2017 | К Кириллу приезжает младшая сестра — очень деятельная студентка. Она считает, что из Кирилла и Нели получится идеальная пара.                                                                      |
| 18      | 31.01.2017 | Соня заводит новую подругу, но та оказывается на так проста, как кажется сначала. Неля преображает соседа Марка из ботаника в стильного парня.                                                     |
| 19      | 01.02.2017 | Соня, по совету Кирилла, впервые устраивает коллегам праздник по поводу своего дня рождения. Неля и Марк готовят ей сюрприз дома.                                                                  |
| 20      | 02.02.2017 | Соня сбегает от друзей в родной город, чтобы там понять, что от себя не убежишь. Неля провожает Марка в долгую дорогу.                                                                             |

## Саундтрек
| Исполнители                  | Название композиции и её авторы                                                               |
| ---------------------------- | --------------------------------------------------------------------------------------------- |
| Группа Uma2rmaH              | Камон (автор муз./сл. — В. Кристовский) (заглавная песня сериала)                             |
| Группа Uma2rmaH              | Весеннее обострение (автор муз./сл. — В. Кристовский)                                         |
| Группа Uma2rmaH              | Токсины (автор муз./сл. — В. Кристовский)                                                     |
| Группа Uma2rmaH              | Пятница (автор муз./сл. — В. Кристовский)                                                     |
| Группа Uma2rmaH              | Налей мне (автор муз./сл. — В. Кристовский)                                                   |
| Markscheider Kunst           | Где я? (автор муз./сл. — Сергей Ефременко)                                                    |
| Ёлка                         | Мальчик-красавчик#2 (авторы музыки: А. Краснов, В. Валов; автор слов: В. Валов)               |
| Ёлка                         | Пара (автор муз./сл. — Н. Ровков)                                                             |
| Ёлка                         | Хочу (автор муз./сл. — Таня Rush)                                                             |
| Ёлка                         | Моревнутри (автор музыки: Е. Бардаченко (Джей); автор слов: А. Беляев)                        |
| Группа «Винтаж»              | Знак Водолея (авторы музыки: А. Романоф, А. Кох; автор слов: А. Кох)                          |
| Группа Burito                | Мегахит (авторы музыки: И. Бурнышев, А. Лысков, Е. Солодовников; автор слов: И. Бурнышев)     |
| Группа Burito                | Пока город спит (авторы музыки: И. Бурнышев, И. Бледный; автор слов: И. Бурнышев)             |
| Ёлка feat. группа Burito     | Ты знаешь (авторы музыки: И. Бурнышев, И. Бледный; автор слов: И. Бурнышев)                   |
| Группа «Сухие»               | Москва (автор муз./сл. — Настя Пальчикова)                                                    |
| Группа «Сухие»               | Глупая (авторы музыки: Настя Пальчикова, Евгений Гудков; автор слов: Настя Пальчикова)        |
| Группа «Сухие»               | Танцуй по любви (авторы музыки: Настя Пальчикова, Артём Хамзин; автор слов: Настя Пальчикова) |
| Елена Ваенга                 | Золотая рыбка (автор муз./сл. — Е. Ваенга)                                                    |
| Группа «Бобры»               | Юра едет в ЮАР (автор муз./сл. — Р. Кривцов)                                                  |
| Группа «Бобры»               | Бардак (автор музыки: Р. Кривцов; авторы слов: Р. Кривцов, В. Колпаков)                       |
| Группа «Бобры»               | Закалённый парень (автор муз./сл. — Р. Кривцов)                                               |
| Группа «Бобры»               | Ковырялка (автор музыки: Р. Кривцов; авторы слов: Р. Кривцов, С. Новиков)                     |
| Группа «Бобры»               | Калмык (автор муз./сл. — В. Колпаков)                                                         |
| Группа «Бобры»               | Королева Мытищ (автор муз./сл. — Р. Кривцов)                                                  |
| Группа «Бобры»               | Вброд по болотам (автор муз./сл. — В. Колпаков)                                               |
| Группа «Бобры»               | Без припева песня (автор муз./сл. — Р. Кривцов)                                               |
| Группа «Бобры»               | Бальник (автор муз./сл. — Р. Кривцов)                                                         |
| Группа «The Коля»            | Мокасины (автор муз./сл. — Коля Серга)                                                        |
| Группа «The Коля»            | Такие тайны (автор муз./сл. — Коля Серга)                                                     |
| Группа «The Коля»            | Секс, спорт, рок-н-ролл (автор муз./сл. — Коля Серга)                                         |
| Группа «МОХИТО»              | Слёзы солнца (автор муз./сл. — А. Нехворостный)                                               |
| Группа «МОХИТО»              | Ты мой Бог (автор муз./сл. — А. Стрельцова)                                                   |
| Группа D-BOSH                | Адьёс, сеньорита (авторы муз./сл. — В. Вараксин, Е. Гвоздилина, Р. Римазутдинов)              |
| Роза Мажонц                  | Беги (автор музыки: Alex DaVia; авторы слов: Alex DaVia, Игорь Шавров, Роза Мажонц)           |
| Аришата                      | Breakdown (автор музыки: Роман Стикс; авторы слов: Дмитрий Бузаджи, Сара Бузаджи)             |
| Юлия Худякова и Павел Илюшин | Hard Loving (авторы музыки: Ю. Худякова, П. Илюшин; автор слов: Ю. Худякова)                  |
| Юлия Худякова и Павел Илюшин | Overcoming Gravity (авторы музыки: Ю. Худякова, П. Илюшин; автор слов: Ю. Худякова)           |
| Юлия Худякова и Павел Илюшин | All U Need (авторы музыки: Ю. Худякова, П. Илюшин; автор слов: Ю. Худякова)                   |
| Группа «Амстердам»           | Лучшее (авторы музыки: М. Грингауз, А. Маркуц; автор слов: М. Грингауз)                       |
| Группа «Амстердам»           | Юля любит (автор муз./сл. — М. Грингауз)                                                      |
| Группа «Гормоны»             | 3 точки (автор музыки: Г. К. Карапузов; авторы слов: Г. К. Карапузов/yurinov_blade)           |
| Группа «Гормоны»             | Лето-любовь (автор музыки: Г. К. Карапузов; авторы слов: Г. К. Карапузов/yurinov_blade)       |

## Производство телесериала
- Пилотное название сериала — «Стерва»[3].
- Впервые о телесериале было объявлено в ходе скринингов новых проектов на KIEV MEDIA WEEK в сентябре 2015 года[4].
- 17 ноября 2015 года на презентации нового сезона каналов холдинга «СТС Медиа» стало известно, что главную роль в проекте исполнит Светлана Ходченкова[5], известная зрителям телеканала СТС по главной роли в сериале «Метод Лавровой».
- Планировалось, что в проекте также примут участие актёры Сергей Лавыгин[6], Даниил Страхов[7] и Александр Адабашьян[8].
- Одну из ролей в сериале исполнил студент факультета лингвистики Московского финансово-промышленного университета «Синергия» Виталий Ерыгин[9]. Попробовать себя в качестве актёра ему подарила победа в студенческом конкурсе «Мистер синергия 2016», где Ерыгин предстал в образе Мэлса из фильма Валерия Тодоровского «Стиляги»[10].
- Съёмки телесериала стартовали в марте 2016 года, а режиссёром проекта была назначена Оксана Бычкова[11], известная своими фильмами «Питер FM», «Плюс один» и «Ещё один год». Позднее Оксану Бычкову в кресле режиссёра сменил Олег Фомин[12]. Завершились съёмки проекта в июне 2016 года[13].
- Для роли девушки-мизантропа Светлана Ходченкова изучала специальную литературу по психологии, статьи в Интернете и смотрела видеоролики про людей с такими проблемами[14].
- Для съёмок сериала были созданы две квартиры (Сони и Вовы), кабинет психолога, которого посещает Соня, кафе «Бобёр-тапёр», а также редакция журнала «Nowadays».[15].
- Прообразом редакции журнала «Nowadays» стала реальная московская редакция. Среди экранных журналистов встречаются также настоящие: известному кинокритику Лидии Масловой досталась одна из ролей[16].
- Кафе «Бобёр-тапёр», где главные герои встречаются, пьют кофе и решают разные вопросы, сделано по подобию Central Perk в сериале «Друзья»[17].